# Cochranella helenae
Cochranella helenae är en groddjursart som först beskrevs av Jose Ayarzagüena 1992.  Cochranella helenae ingår i släktet Cochranella och familjen glasgrodor. Inga underarter finns listade i Catalogue of Life.